# Parafia św. Feliksa de Valois w Sużanach
Parafia św. Feliksa de Valois w Sużanach (lt. Švč. M. Marijos Ėmimo į dangų parapija) – parafia rzymskokatolicka administracyjnie należąca do dekanatu nowowilejskiego archidiecezji wileńskiej. 